# 岡島林斎
岡島 林斎（おかじま りんさい、天保3年〈1832年〉 - 慶応元年8月15日〈1865年10月4日〉）とは、江戸時代末期の幕臣、画家。

## 来歴
幕府御火消屋敷の与力で名は素岡、通称武左衛門。半仙と号す。狩野素川（彰信）に絵を学び、富士山の絵を得意とした。享年34。墓所は新宿区喜久井町の感通寺、法名は林斎院素岡日浄居士。歌川広重はこの林斎から狩野派の画風を学んだという。

## 作品
- 「柏と梅花」　フェレンツ・ホップ東洋美術館所蔵　※喜多武清と共画
- 「燕と浪磯図」　紙本墨画扇面　佐賀大学附属図書館所蔵　※大西椿年と共画
- 「瀬田之記」　紙本巻子装　世田谷区立郷土資料館所蔵　※江口忠房文、嘉永3年（1850年）